# 23 август (Мехединци)
23 август (рум. Aug 23, 2015) насеље је у Румунији у округу Мехединци у општини Маловац. Oпштина се налази на надморској висини од 166 m.

## Становништво
Према подацима из 2011. године у насељу је живело 417 становника.